# Out of This World (canción)
«Out of This World» es la primera canción que se extrajo como sencillo promocional del undécimo disco de la banda británica The Cure, Bloodflowers  aunque de manera no oficial. La canción no fue editada comercialmente, se facilitaron copias promocionales para que fueran emitidas por emisoras de radio.

## Lista de canciones
| CD promocional Reino Unido |                                     |          |  |
| N.º                        | Título                              | Duración |  |
| 1.                         | «Out of This World» (Radio Edit)    | 4:44     |  |
| 2.                         | «Out of This World» (Album Version) | 6:43     |  |

| CD promocional Estados Unidos |                                     |          |  |
| N.º                           | Título                              | Duración |  |
| 1.                            | «Out of This World» (Edit)          | 4:44     |  |
| 2.                            | «Out of This World» (LP Version)    | 6:43     |  |
| 3.                            | «Out of This World» (Call Out Hook) | 0:14     |  |

| CD promocional Francia |                     |          |  |
| N.º                    | Título              | Duración |  |
| 1.                     | «Out of This World» | 6:43     |  |

| CD promocional Francia y Reino Unido |                            |          |  |
| N.º                                  | Título                     | Duración |  |
| 1.                                   | «Out of This World» (Edit) | 4:45     |  |

## Músicos
- Robert Smith — guitarra, voz, bajo de seis cuerdas, teclado
- Simon Gallup — bajo
- Perry Bamonte — guitarra, bajo de seis cuerdas
- Roger O'Donnell — teclado
- Jason Cooper — batería, percusión